# Odaliscă

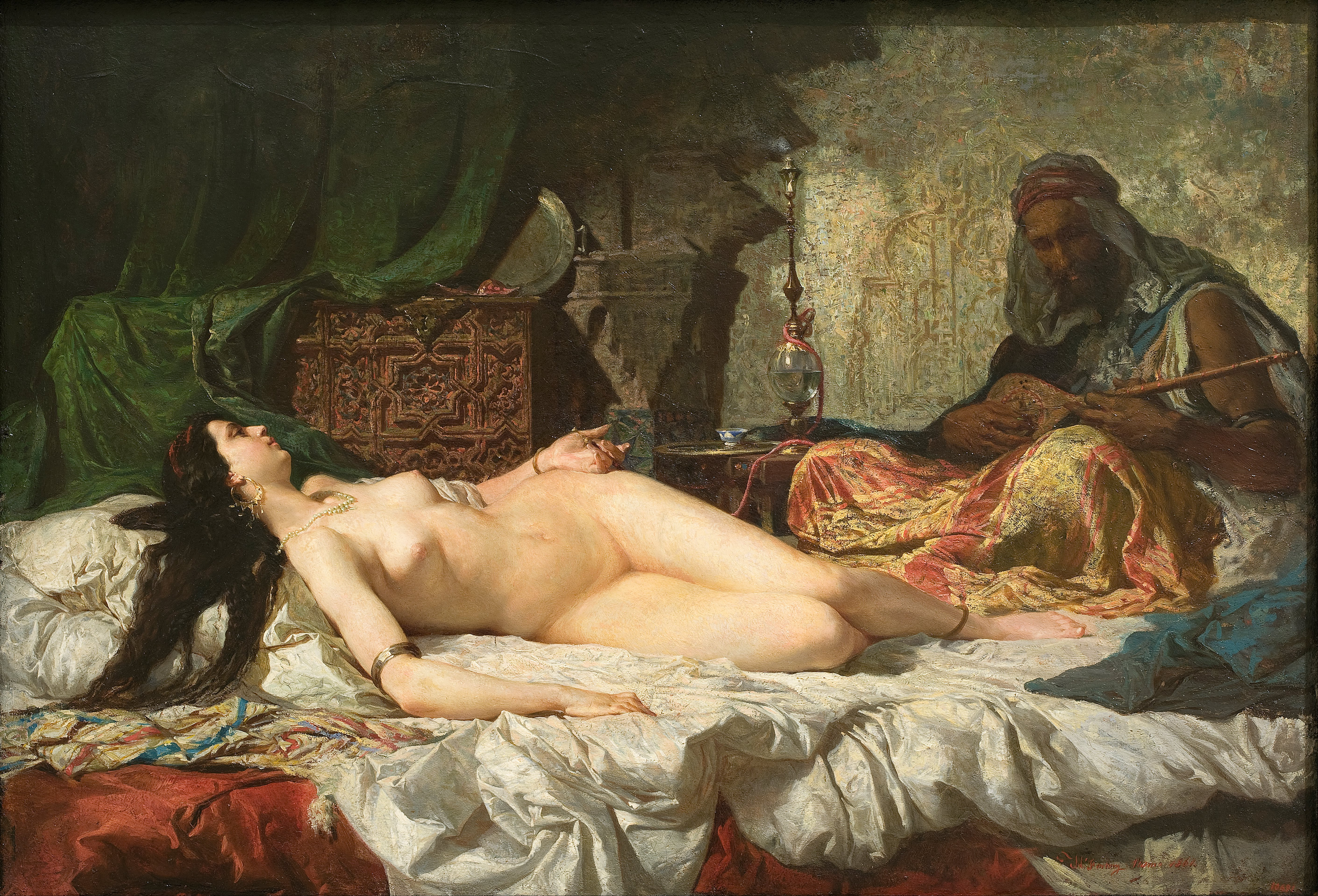
Marià Fortuny – Odalisca

O odaliscă (din turcă Odalık) era o cameristă sau o slujnică într-un serai turcesc, aflată în special în serviciul soțiilor sau concubinelor sultanului otoman.

## Etimologie

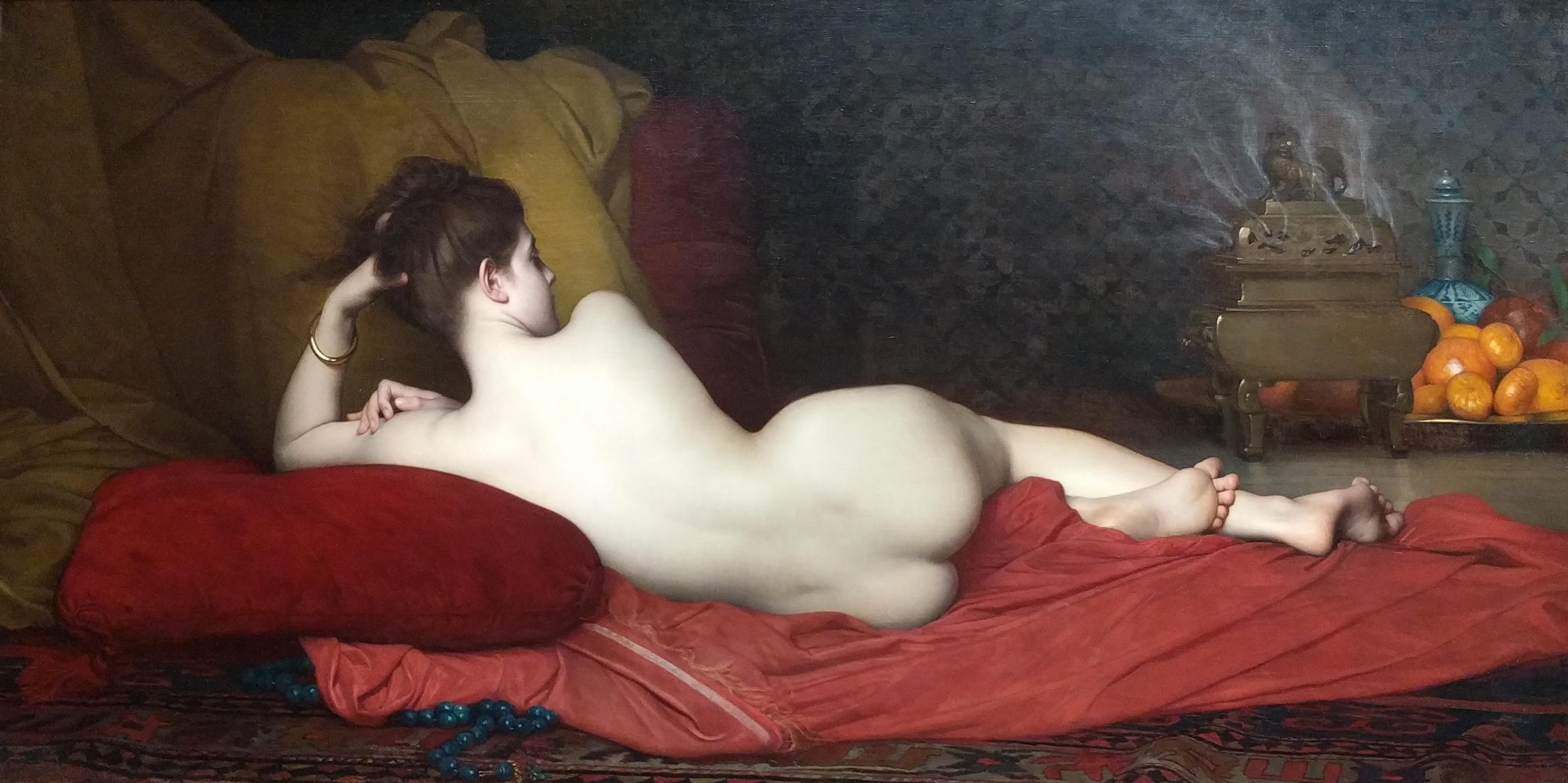
Odaliscă pictată de Jules Joseph Lefebvre (1874)

Cuvântul „odaliscă” este derivat din cuvântul francez odalisque care provine din turcesc odalık, cu sensul de „cameristă”, de la oda, „cameră” sau „odaie”. El poate fi transliterat, de asemenea, odahlic, odalisk și odaliq.

Joan DelPlato a descris schimbarea înțelesului termenului din limba turcă în limbile engleză și franceză:
Termenul englez și francez odalisque (mai rar odalique) provine din cuvântul turcesc „oda”, ce înseamnă „cameră”; astfel, o odaliscă însemna inițial o cameristă sau o slujitoare. În uzul occidental termenul a ajuns să se refere în mod specific la o concubină din harem. Prin secolul al XVIII-lea termenul de odaliscă făcea referire la genul artistic erotic în care o femeie orientală șede pe o parte pentru a fi privită de spectator.

## Originea cuvântuluiodalık

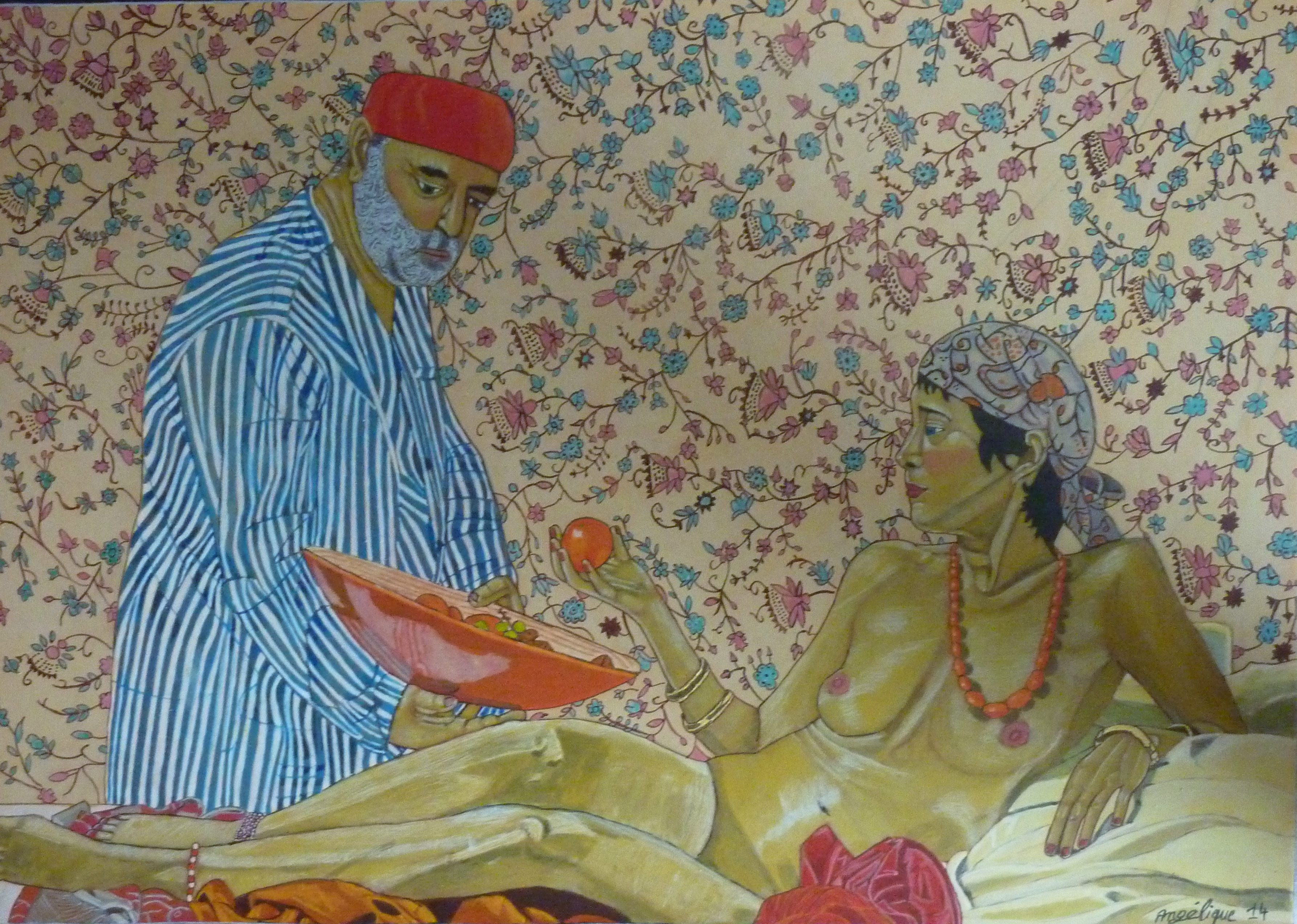
Odaliscă cu o portocală de Angélique Bègue (2014)

O odalık nu era o concubină în harem, ci o servitoare, deși era posibil cândva ca ea să devină una. Ea era clasată în partea de jos a stratificării sociale a unui harem, neservindu-l pe stăpânul casei, ci, mai degrabă, pe concubinele și soțiile sale pe post de cameristă personală. Odalık erau de obicei sclave dăruite sultanului de către bărbații turci bogați. În general, o odalık nu era văzută niciodată de sultan, ci rămânea în schimb sub supravegherea directă a mamei sale, sultana Valide.
Dacă o odalık era de o frumusețe extraordinară sau avea talente excepționale de dansatoare sau cântăreață, ea putea fi pregătită ca o posibilă concubină. Dacă era aleasă, o odalık pregătită ca o doamnă de la curte trebuia să aibă relații sexuale cu sultanul și numai după un astfel de contact sexual i se putea schimba statutul, devenind de atunci încolo una dintre concubinele sultanului.
În contrast cu reprezentările europene nude ale femeilor din harem, ele purtau adesea robe androgine asemănătoare cu cele purtate de pajii din palat. Condițiile de trai din haremul otoman „semănau mai mult cu cele dintr-o mănăstire pentru fete tinere decât cu cele dintr-un bordel al imaginației europene”.

## Utilizare ulterioară a termenului în cultura occidentală

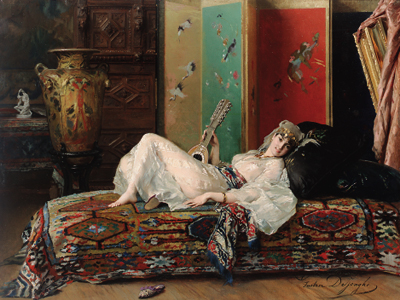
O odaliscă culcată, pictată de Gustave Léonard de Jonghe, c. 1870

W. S. Gilbert se referă la „grația unei odalisce pe un divan” în cântecul „If You Want A Receipt For That Popular Mystery” al colonelului Calverley din opera Patience a lui Gilbert și Sullivan.
În uzul popular, cuvântul odaliscă se poate referi, de asemenea,  la o amantă sau concubină a unui bărbat bogat.
În cursul secolului al XIX-lea, odaliscele au devenit figuri fanteziste comune în mișcarea artistică cunoscută ca orientalism, apărând în multe picturi erotice din acea epocă. 
Pe la sfârșitul secolului al XIX-lea, scriitori turci precum Melek Hanum foloseau cuvântul odaliscă cu referire la concubinele sclave atunci când scriau în limba engleză:
Dacă orice femeie are o sclavă destul de atrăgătoare, acest fapt devine în curând cunoscut. Domnii care doresc să cumpere o odaliscă sau o soție, fac oferte. Mulți turci, într-adevăr, preferă să ia o sclavă ca soție deoarece, în acest caz, nu este cazul să se teamă de tați, mame, cumnați și alte rude nedorite.
În 2011, Societatea de Drept din Columbia Britanică a efectuat o cercetare disciplinară împotriva unui avocat nenumit pentru că s-a referit la clientul unui alt avocat ca trăind cu o odaliscă. Societatea de Drept a considerat că folosirea acestui cuvânt, deși era o alegere extrem de proastă, nu reprezenta o abatere de la conduita profesională.